# Murad
Murad ist ein männlicher Vorname, der in mehreren Sprachen vorkommt. Er kann auch Familienname sein.

## Bedeutung
Murad stammt aus dem Arabischen (arabisch مراد, DMG Murād). Übersetzt bedeutet er „Der sehnliche Wunsch“. Wie viele arabische Namen ist er jedoch auch in anderen orientalischen Sprachen wie Türkisch, Persisch usw. üblich.
Dabei können, gerade in Sprachen, die nicht (mehr) die arabische Schrift benutzen, unterschiedliche Schreibweisen vorkommen. Aufgrund der türkischen Auslautverhärtung ist die türkische Form des Namens Murat.

## Varianten
- Morad
- Mourad
- Murat
- Mirad

## Namensträger

### Einname
- Sultane des Osmanischen Reiches
  - Murad I. (* 1319 oder 1326; † 1389)
  - Murad II. (1404–1451)
  - Murad III. (1546–1595)
  - Murad IV. (1612–1640)
  - Murad V. (1840–1904)

- Muraditen-Beys von Tunis
  - Murad I. (1613–1631)
  - Murad II. (1662–1675)
  - Murad III. (1698–1702)

### Vorname
- Murad Bakhsh (1624–1661), einer der Söhne des Mogulkaisers Schah Jahan
- Murad Bayraktar (* 1974), deutsch-türkischer Journalist, Redakteur und Rundfunkmoderator
- Murad Ferid (1908–1998), deutscher Rechtswissenschaftler
- Murad Hajdarau (* 1980), belarussischer Ringer
- Murad Wilfried Hofmann (1931–2020), deutscher Diplomat und Persönlichkeit des Islam
- Murad Bey Muhammad (1750–1801), Emir der Mamluken und Regent in Ägypten
- Murad Reis der Jüngere (1534–1638), Pirat niederländischer Herkunft und Gouverneur in Marokko
- Murad von Sebasteia (1874–1918), Held der armenischen Nationalen Befreiungsbewegung im Osmanischen Reich zur Zeit des Völkermords an den Armeniern

### Familienname
- Ahmad Murad (* 1978), ägyptischer Thriller-Schriftsteller
- Bashar Murad (* 1993), palästinensischer Sänger und LGBT-Aktivist
- Dashni Murad (* 1986), kurdisch-niederländische Sängerin
- Ferid Murad (1936–2023), US-amerikanischer Mediziner, Nobelpreisträger 1998
- Gabriele Murad-Michalkowski (1877–1963), österreichische Malerin und Grafikerin
- Haneen Murad (* 1995), jordanische Fußballschiedsrichterin
- Jerry Murad (1918–1996), US-amerikanischer Mundharmonikaspieler
- Khurram Murad (1932–1996), pakistanischer Schriftsteller und Politiker
- Leyla, Layla bzw. Laila Murad (1918–1995), ägyptische Schauspielerin und Sängerin, siehe Leila Mourad
- Lloyd Murad (* 1933), venezolanischer Leichtathlet
- Murad Ali Murad, afghanischer General
- Nadia Murad (* 1993), jesidische Menschenrechtsaktivistin

nach Namensänderung
- Josef Bem (1794–1850) alias Amurat (Murat) Pascha, polnisch-ungarischer Revolutionsgeneral und Islam-Konvertit
- Franz von Werner alias Murad Efendi (1836–1881), österreichischer Diplomat und Islam-Konvertit

### Fiktion
- Hadschi Murat, eine Titelfigur bei Tolstoi